# Campionati del mondo di ciclocross 2019 - Gara maschile Junior
La quarantunesima edizione della gara maschile Junior dei Campionati del mondo di ciclocross 2019 si svolse il 2 febbraio 2019 con partenza ed arrivo da Bogense in Danimarca, su un percorso iniziale di 150 mt più un circuito di 2,6 km da ripetere 7 volte per un totale di 18,35 km. La vittoria fu appannaggio del britannico Ben Tulett, il quale terminò la gara in 42'29", alla media di 25,911 km/h, precedendo i belgi Witse Meeussen e Ryan Cortjens terzo.
I ciclisti che presero il via furono 71 provenienti da 18 nazionalità, mentre coloro che tagliarono il traguardo furono 68.

## Squadre partecipanti
| N.    | Cod. | Squadra       |
| ----- | ---- | ------------- |
| 1-5   | GBR  | Gran Bretagna |
| 6-11  | NLD  | Paesi Bassi   |
| 12-17 | BEL  | Belgio        |
| 21-25 | USA  | Stati Uniti   |
| 26-30 | FRA  | Francia       |
| 31-35 | CZE  | Cechia        |
| 37-39 | LUX  | Lussemburgo   |
| 41-42 | CAN  | Canada        |
| 43-45 | GER  | Germania      |

| N.    | Cod. | Squadra    |
| ----- | ---- | ---------- |
| 46-50 | ITA  | Italia     |
| 54-57 | SUI  | Svizzera   |
| 58-62 | ESP  | Spagna     |
| 63-67 | DNK  | Danimarca  |
| 69-70 | IRL  | Irlanda    |
| 71    | POL  | Polonia    |
| 72-74 | SWE  | Svezia     |
| 75-77 | JPN  | Giappone   |
| 78-80 | SVK  | Slovacchia |

## Ordine d'arrivo (Top 10)
| Pos. | Corridore       | Squadra     | Tempo   |
| ---- | --------------- | ----------- | ------- |
| 1    | Ben Tulett      | Regno Unito | 42'29"  |
| 2    | Witse Meeussen  | Belgio      | a 20"   |
| 3    | Ryan Cortjens   | Belgio      | a 27"   |
| 4    | Thibau Nys      | Belgio      | a 42"   |
| 5    | Pim Ronhaar     | Paesi Bassi | a 46"   |
| 6    | Tom Lindner     | Germania    | a 47"   |
| 7    | Carlos Canal    | Spagna      | a 48"   |
| 8    | Lennert Belmans | Belgio      | a 52"   |
| 9    | Jakub Ťoupalík  | Rep. Ceca   | a 56"   |
| 10   | Théo Thomas     | Francia     | a 1'02" |